# Wellington Sánchez
Wellington Eduardo Sánchez (Ambato, 19 juni 1974) is een Ecuadoraans profvoetballer, die speelt als aanvallende middenvelder. Hij staat sinds 2012 onder contract bij SD Aucas.

## Clubcarrière
Sánchez begon zijn profloopbaan bij Club Deportivo Técnico Universitario en kwam verder uit voor onder meer Club Deportivo El Nacional en Los Angeles Galaxy.

## Interlandcarrière
Sánchez, bijgenaamd Cocoliso en Viejo Willy, speelde in totaal 44 interlands (drie goals) voor Ecuador. Onder leiding van de Montenegrijnse bondscoach Dušan Drašković maakte hij zijn debuut op 21 september 1994 in de vriendschappelijke wedstrijd tegen Peru (0-0), net als doelman José Cevallos. Hij viel in dat duel in voor aanvaller Ángel Fernández. Hij vertegenwoordigde zijn vaderland bij drie edities van de strijd om de Copa América (1997, 1999 en 2001) en was eveneens lid van de nationale selectie, die deelnam aan het WK voetbal 2002 in Japan en Zuid-Korea.

## Erelijst
El Nacional
- Campeonato Ecuatoriano

1996, 2005-A, 2006
 Club Sport Emelec
- Campeonato Ecuatoriano

2001, 2002